# يافوز شيمشك
يافوز شيمشك (بالتركية: Yavuz Şimşek)‏ (1947 بسامسون في تركيا - ) هو لاعب كرة قدم تركي في مركز حراسة المرمى. لعب مع نادي فنربخشة.

## وصلات خارجية
- يافوز شيمشك على موقع اتحاد تركيا (لاعب) (الإنجليزية)
- يافوز شيمشك على موقع قاعدة بيانات كرة القدم.إي يو (الإنجليزية)